# Scotinotylus amurensis
Scotinotylus amurensis là một loài nhện trong họ Linyphiidae.
Loài này thuộc chi Scotinotylus. Scotinotylus amurensis được Kirill Yuryevich Eskov & Yuri M. Marusik miêu tả năm 1994.